# Thomas Tumler
Thomas Tumler, född 5 november 1989, är en schweizisk alpin skidåkare som debuterade i världscupen den 18 februari 2012 i Bansko i Bulgarien. Hans första individuella pallplats i världscupen kom när han slutade tvåa i tävlingen i storslalom den 2 december 2018 i Beaver Creek i USA.
Tumler deltog vid olympiska vinterspelen 2018.